# Tlaltepetla
Tlaltepetla är en ort i Mexiko.   Den ligger i kommunen Xochimilco och delstaten Distrito Federal, i den sydöstra delen av landet, 23 km söder om huvudstaden Mexico City. Tlaltepetla ligger 2 381 meter över havet och antalet invånare är 127.
Terrängen runt Tlaltepetla är kuperad åt sydväst, men åt nordost är den platt. Runt Tlaltepetla är det mycket tätbefolkat, med 2 431 invånare per kvadratkilometer. Närmaste större samhälle är Iztapalapa, 15,6 km norr om Tlaltepetla. I omgivningarna runt Tlaltepetla växer huvudsakligen savannskog.